# Dealu Obejdeanului, Argeș
Dealu Obejdeanului este un sat în comuna Morărești din județul Argeș, Muntenia, România.